# Mascarpone
A mascarpone szarvasmarha eredetű tejszínből préselés nélkül készült, túró állagú, sótlan, nyers olasz friss sajt. Fehér színű, krémes, héjatlan. Általában nem önmagában, saját ízéért fogyasztják, hanem más, édes vagy sós, átütő ízű adalékokat hozzákeverve: desszertek alapanyaga – világszerte ismertté a tiramisu tette –, vagy kék nemespenészes lágysajttal szendvicseken feltét. Zsírtartalma a szárazanyag 50-55%-a. Puha állaga miatt csak olyan műanyag pohárban hozható kereskedelmi forgalomba, mint a tejföl vagy a vajkrémek. Lombardiából származik, házilag télen fejt tejből készítették.